# Castello di Ankara
Il castello di Ankara (in turco Ankara Kalesi) è una fortificazione storica sita nella città di Ankara in Turchia. Fu fondato nell'VIII secolo a.C. dai Frigi e ricostruito nel 278 a.C. dai Galati. Il castello ha subito diversi restauri durante le epoche romana, bizantina, selgiuchide e ottomana.

## Storia e descrizione
Il castello è composto da una linea interna di mura con torri ravvicinate che racchiude un'area di circa 52500 m2, e una linea esterna con torri distanti circa 40 metri l'una dall'altra. Entrambe le recinzioni sono state costruite utilizzando grandi quantità di muratura riutilizzata. La data esatta della loro costruzione è incerta, ma entrambe sembrano successive alla cattura e alla distruzione di Ankara da parte dei persiani probabilmente nel 622. Foss ritiene che le mura interne possano risalire al regno di Costante II mentre si ritiene generalmente che le mura esterne siano state costruite poco più tardi.

## Galleria d'immagini

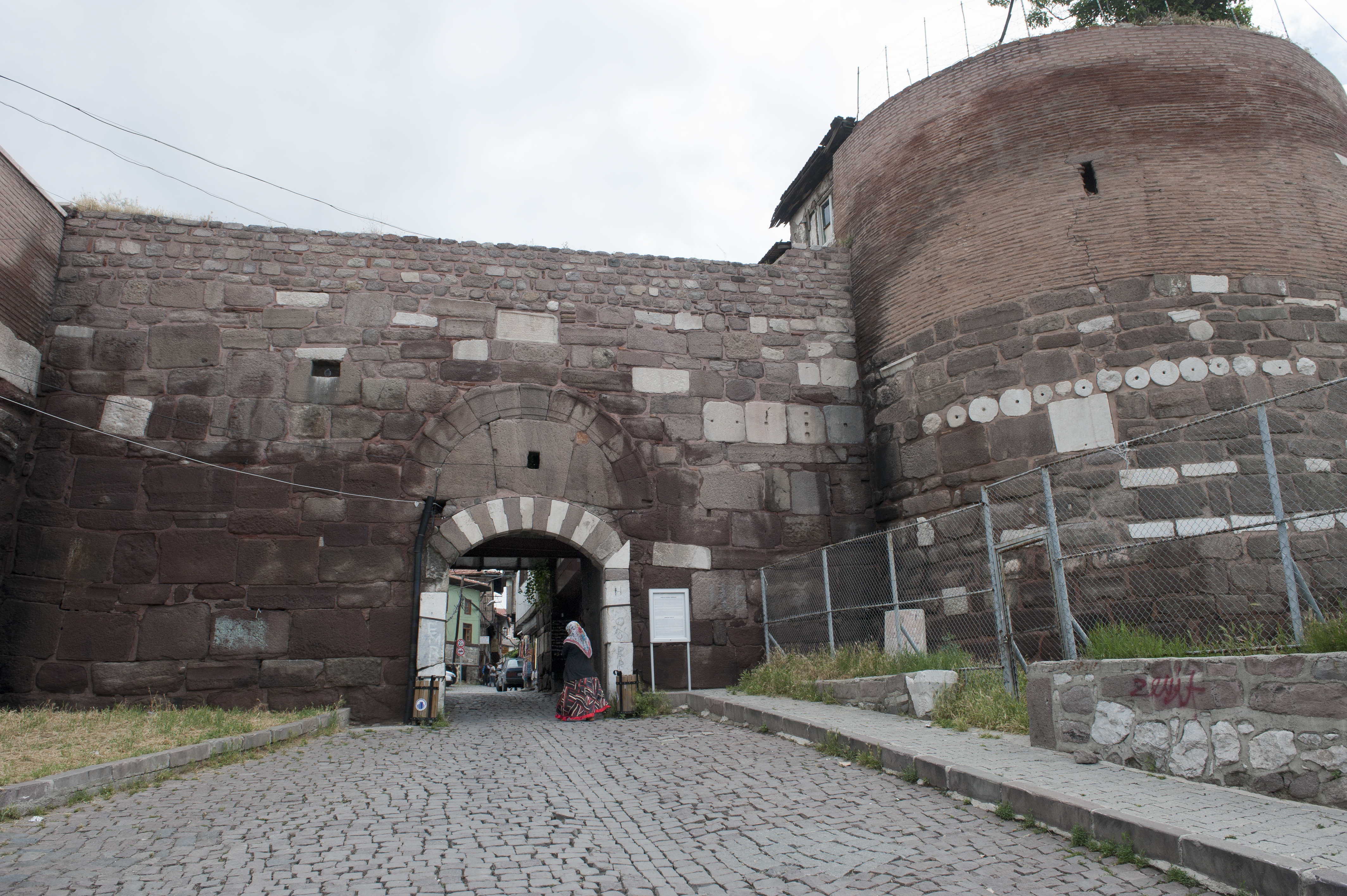
Porta del castello di Ankara
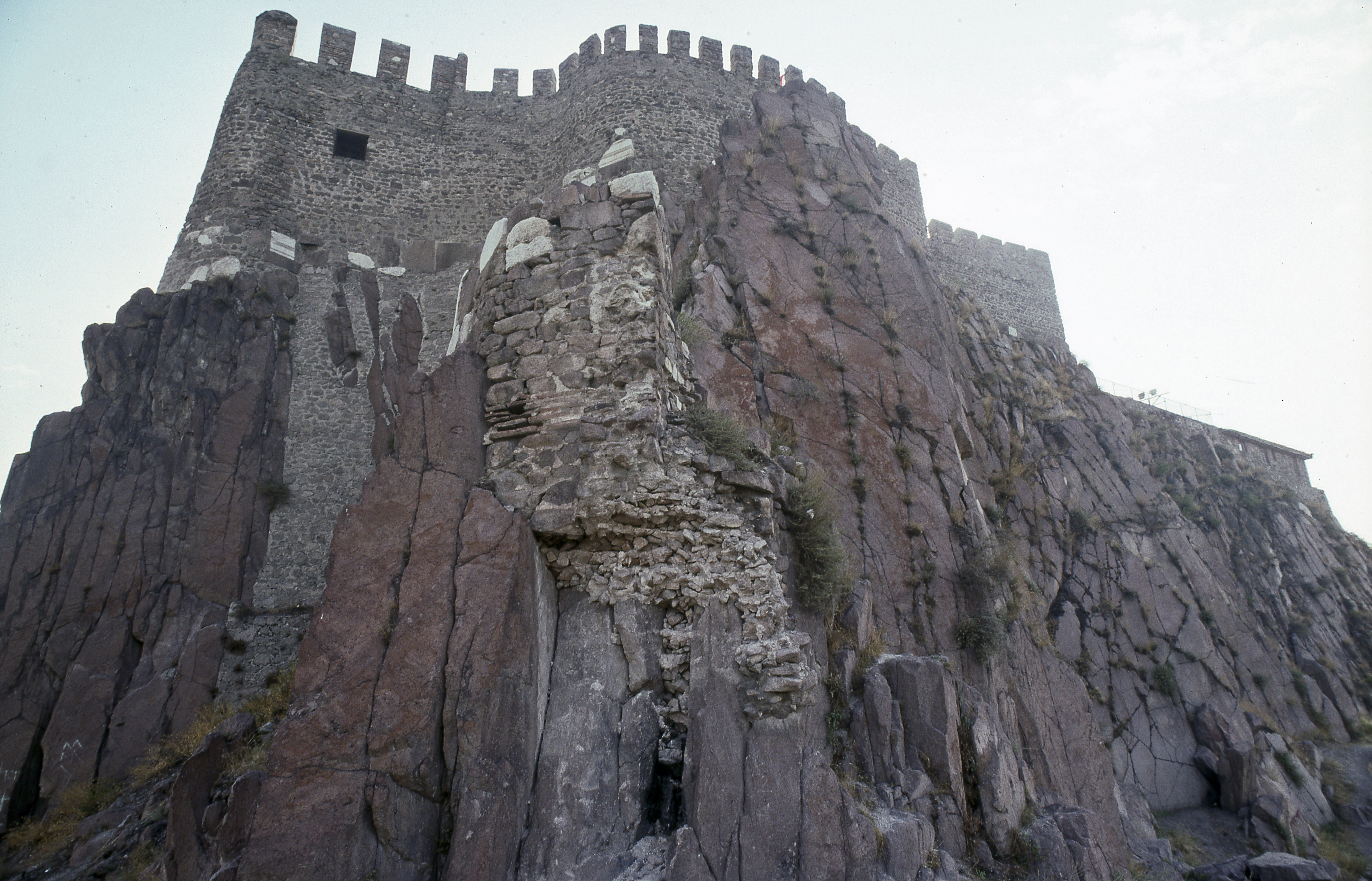
Castello di Ankara Ak Kale
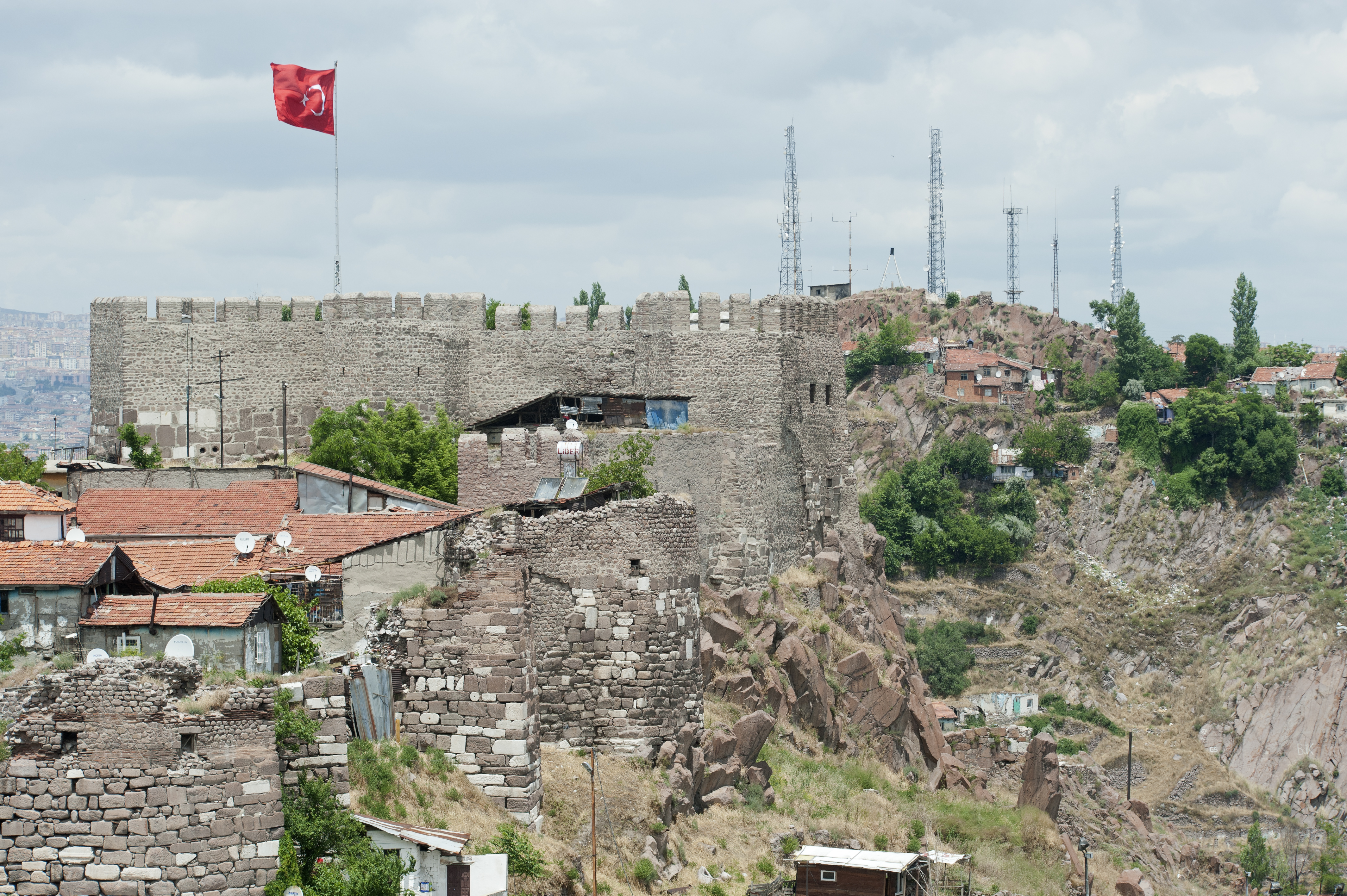
Castello di Ankara Ak Kale
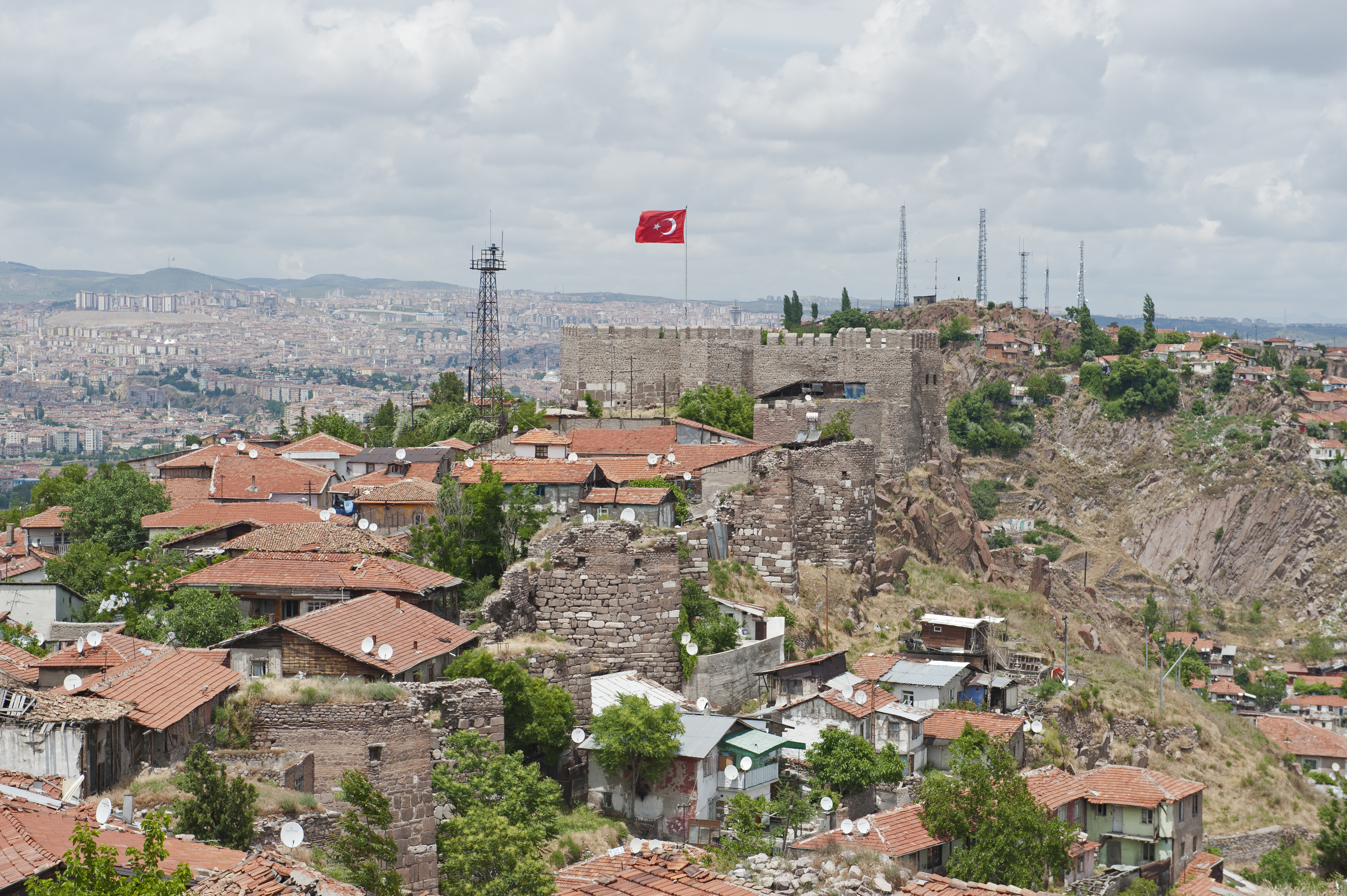
Vista del castello di Ankara
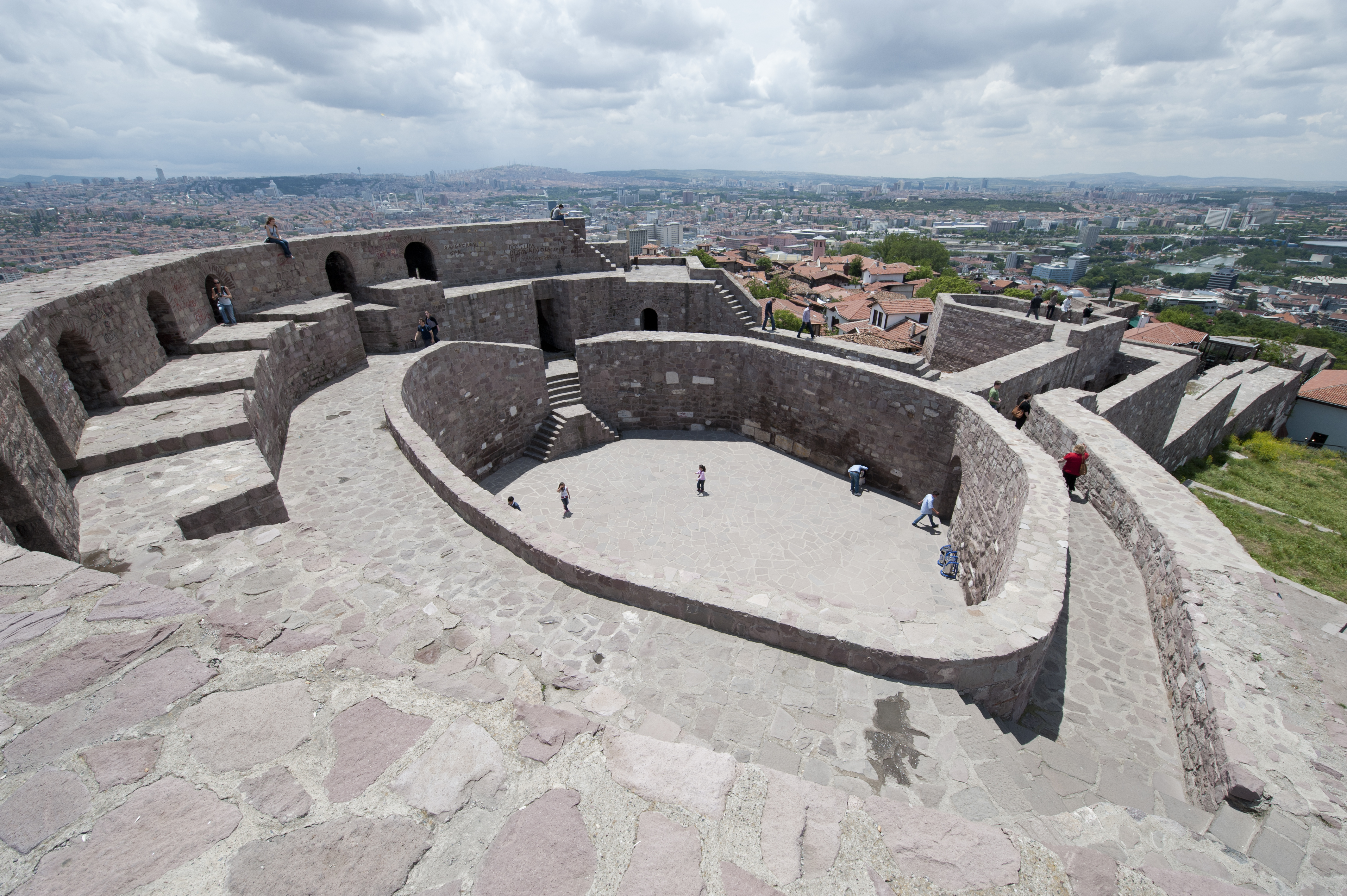
Castello di Ankara, parte orientale
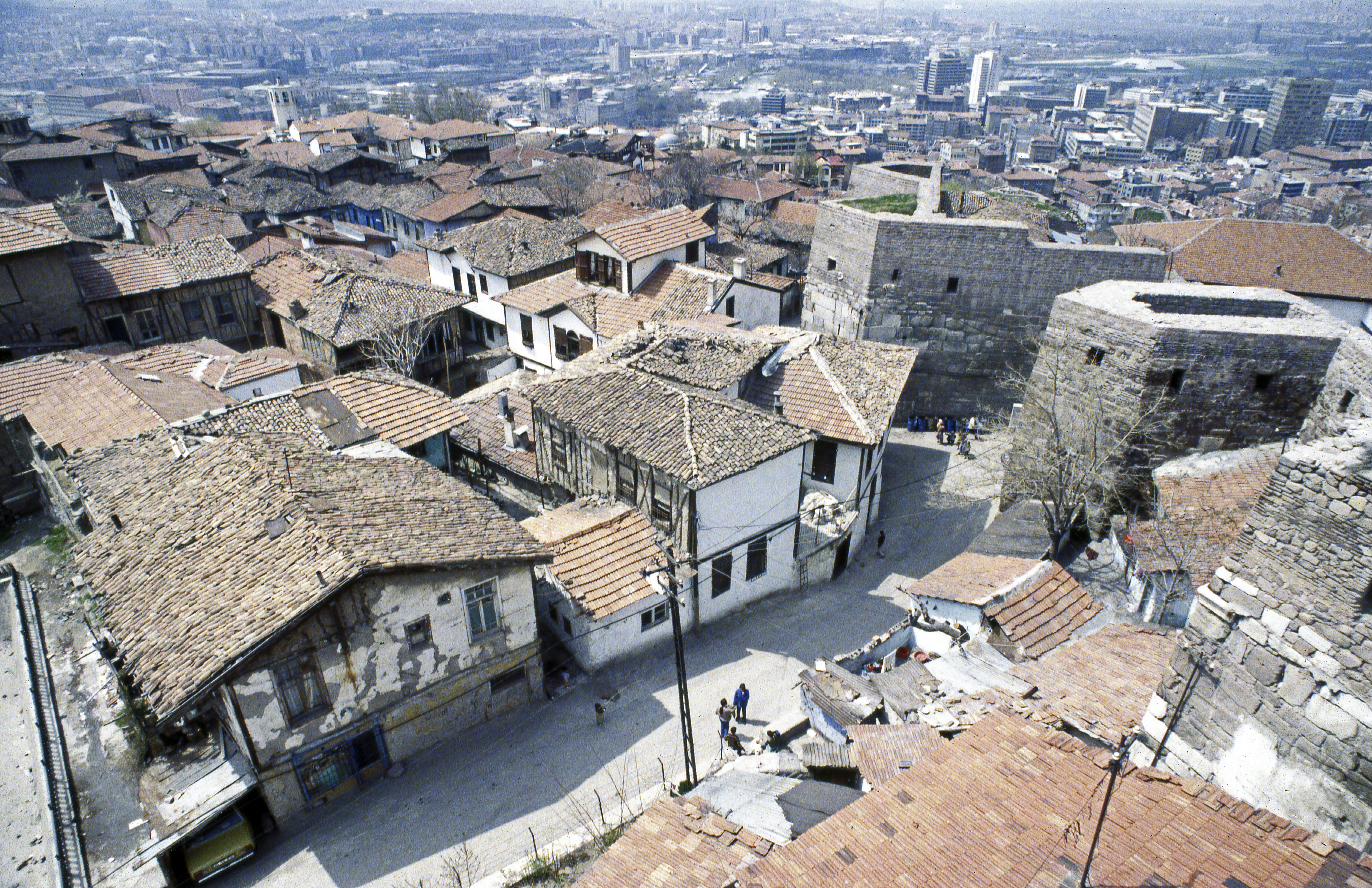
Mura interne del castello di Ankara
Castello di Ankara
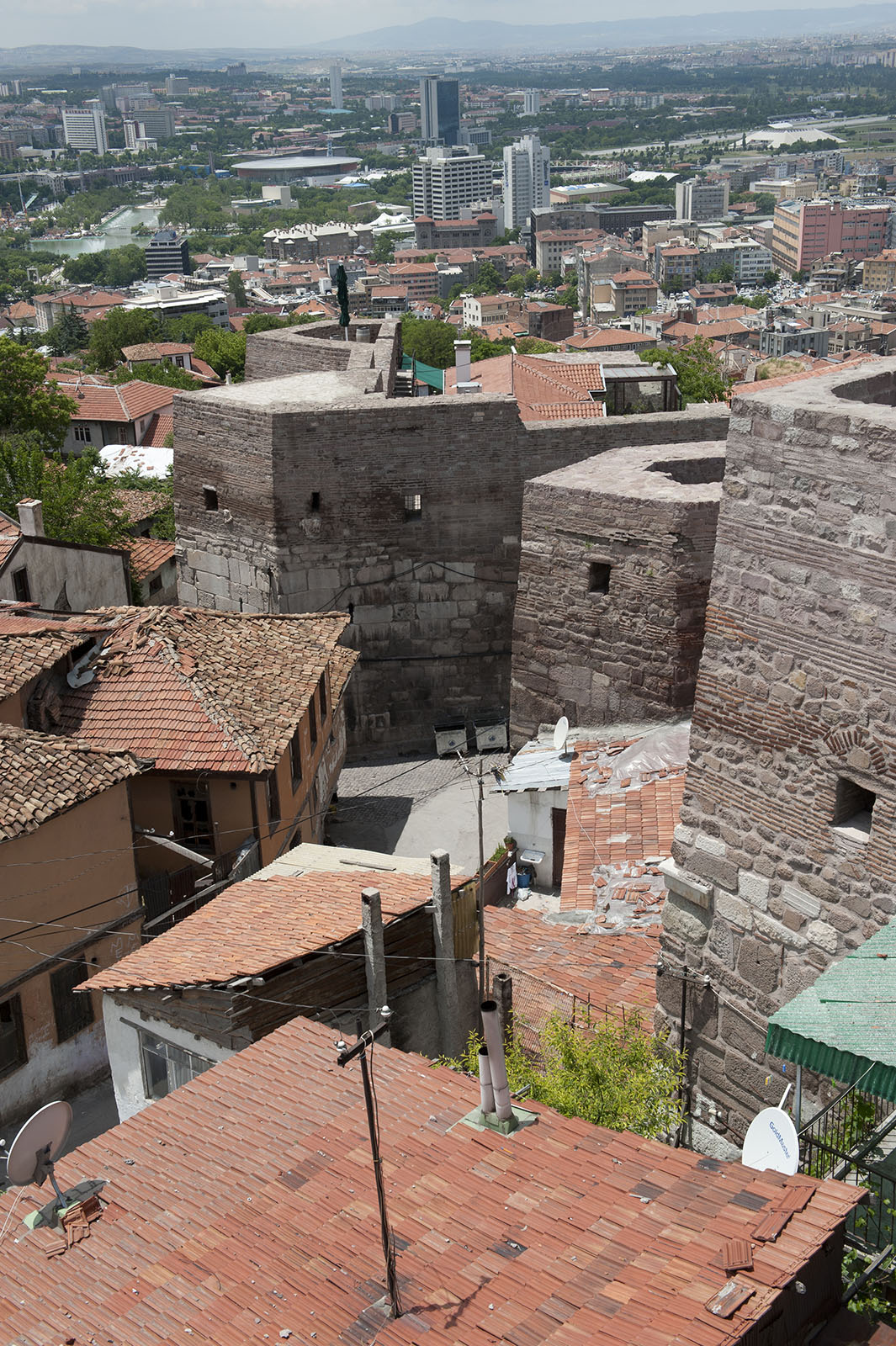
Sezione del muro interno del castello di Ankara
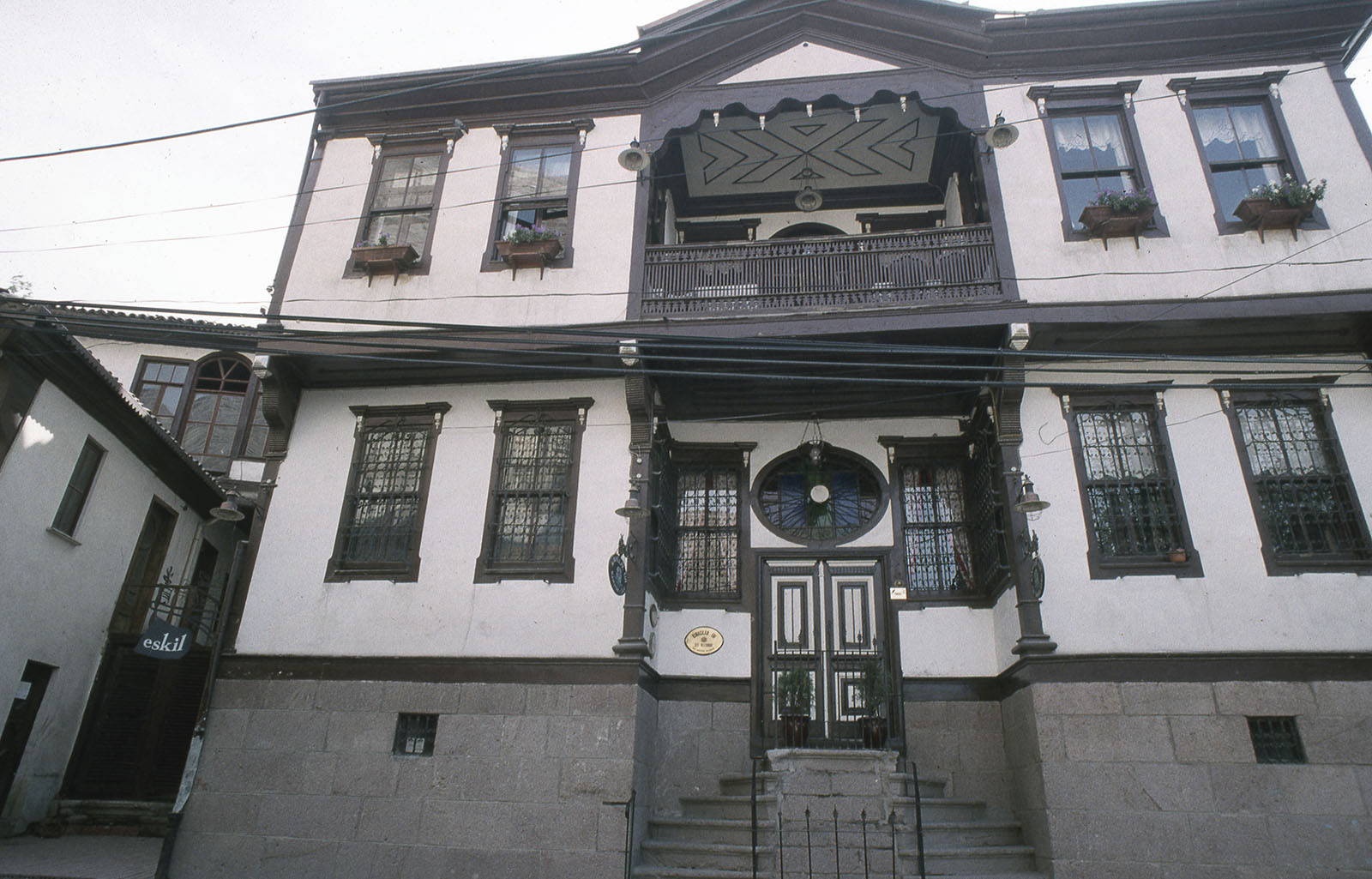
Castello di Ankara
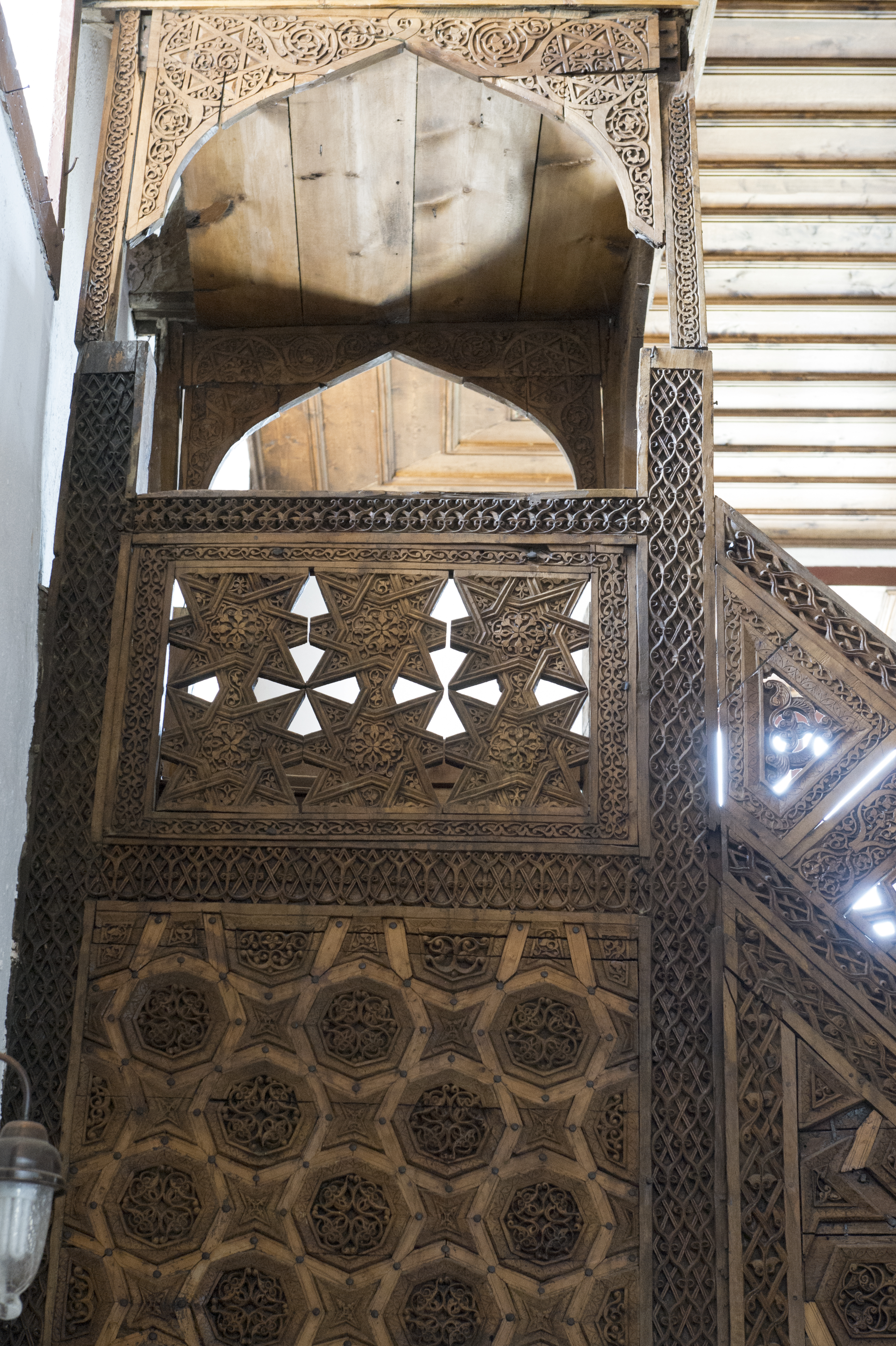
Castello di Ankara minbar di Aladino
Castello di Ankara minbar di Aladino dettaglio
Castello di Ankara minbar di Aladino dettaglio
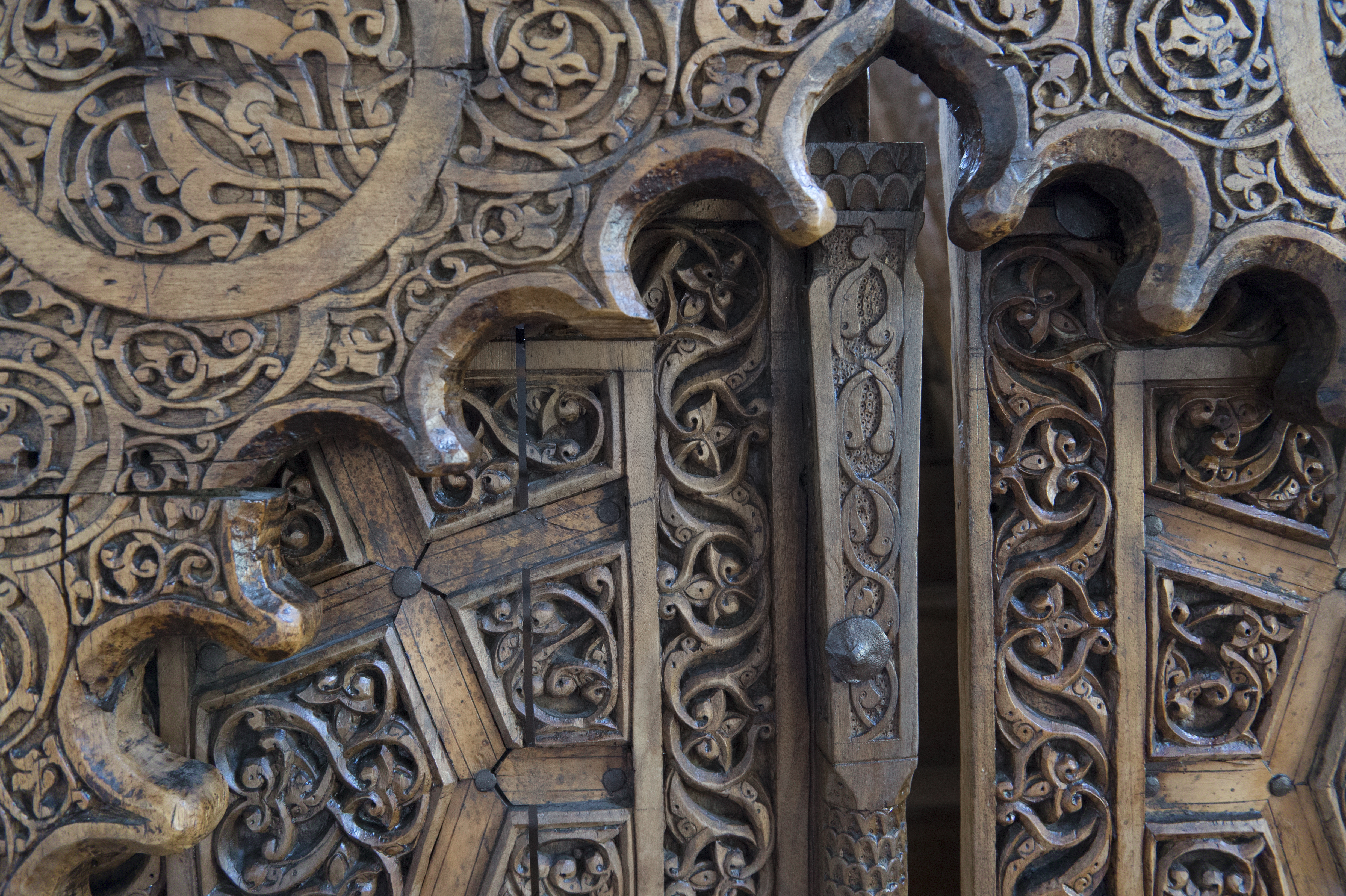
Castello di Ankara minbar di Aladino dettaglio